# Orlando Serrell
Orlando L. Serrell (Nacido 1968) es un "adquirido sabio" — alguien quién exhibe savant habilidades después de una lesión o enfermedad en el sistema nervioso, a diferencia de una persona que nace con el trastorno autista u otra discapacidad del desarrollo.
Orlando Serrell no poseía ninguna habilidad especial, hasta que fue golpeado por una pelota de béisbol en el lado izquierdo de la cabeza el 15 de enero 1979, cuándo tenía diez años.
Serrell cayó al suelo, pero al final se levantó y siguió jugando su partido. No tuvo ningún tratamiento médico porque él no le dijo a sus padres que durante mucho tiempo sufría de un dolor cabeza. Finalmente, el dolor de cabeza terminó, pero Orlando pronto notó que tenía la capacidad de realizar cálculos calendáricos de complejidad asombrosa. También puede recordar el clima, así como (en un grado variable) donde estaba y lo que ha hecho todos los días desde el accidente.